# Colaulus carinatus
Colaulus carinatus là một loài tò vò trong họ Ichneumonidae.